# زهرة الأفعى الحملية
زهرة الأفعى لسان الحملية (باللاتينية: Echium plantagineum) هو نوع نباتي يتبع جنس زهرة الأفعى ضمن الفصيلة الحِمحِمية من طائفة ثنائيات الفلقة.